# Sữa dưỡng thể

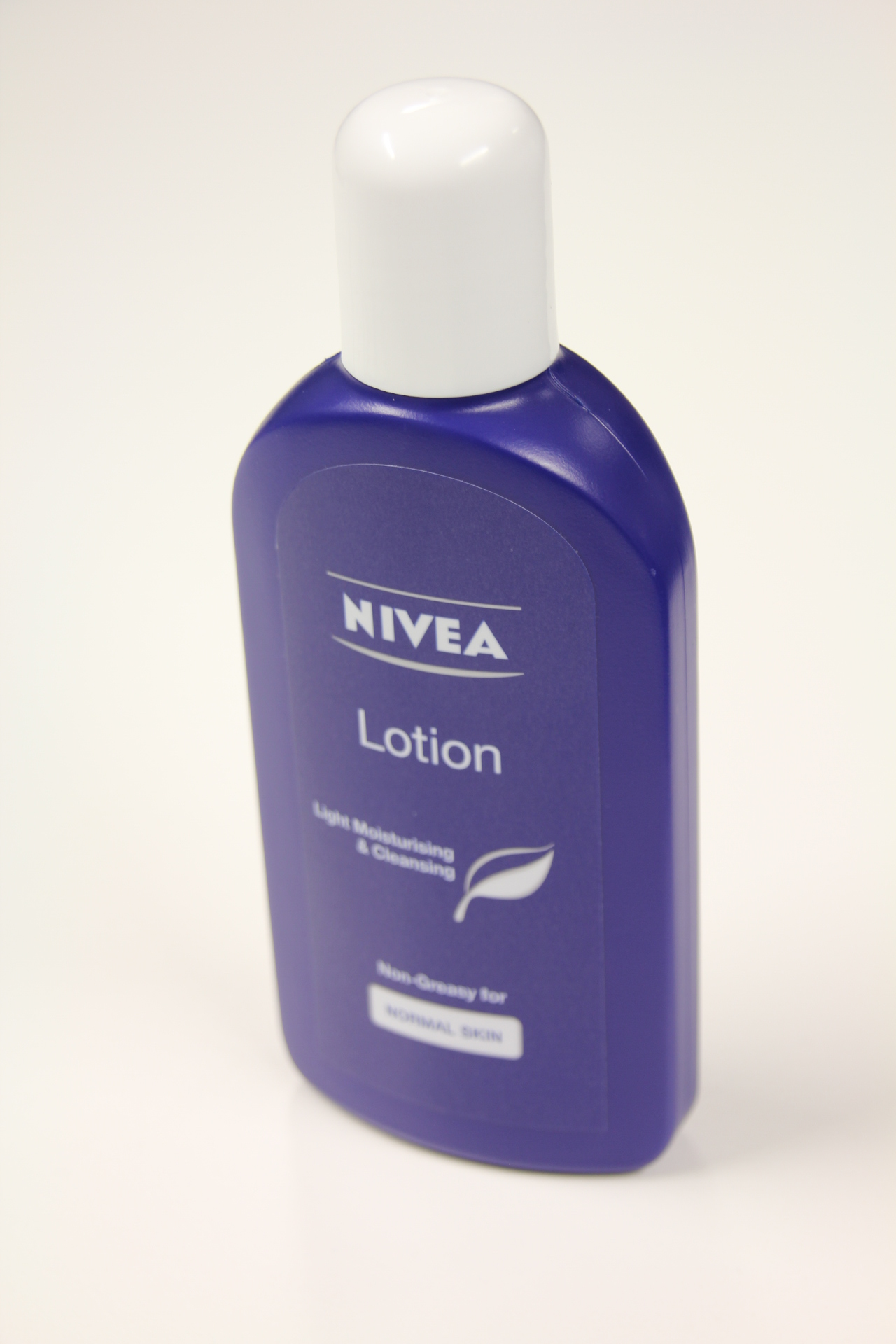
Sữa dưỡng thể sáng da, dưỡng ẩm nhãn hiệu Nivea

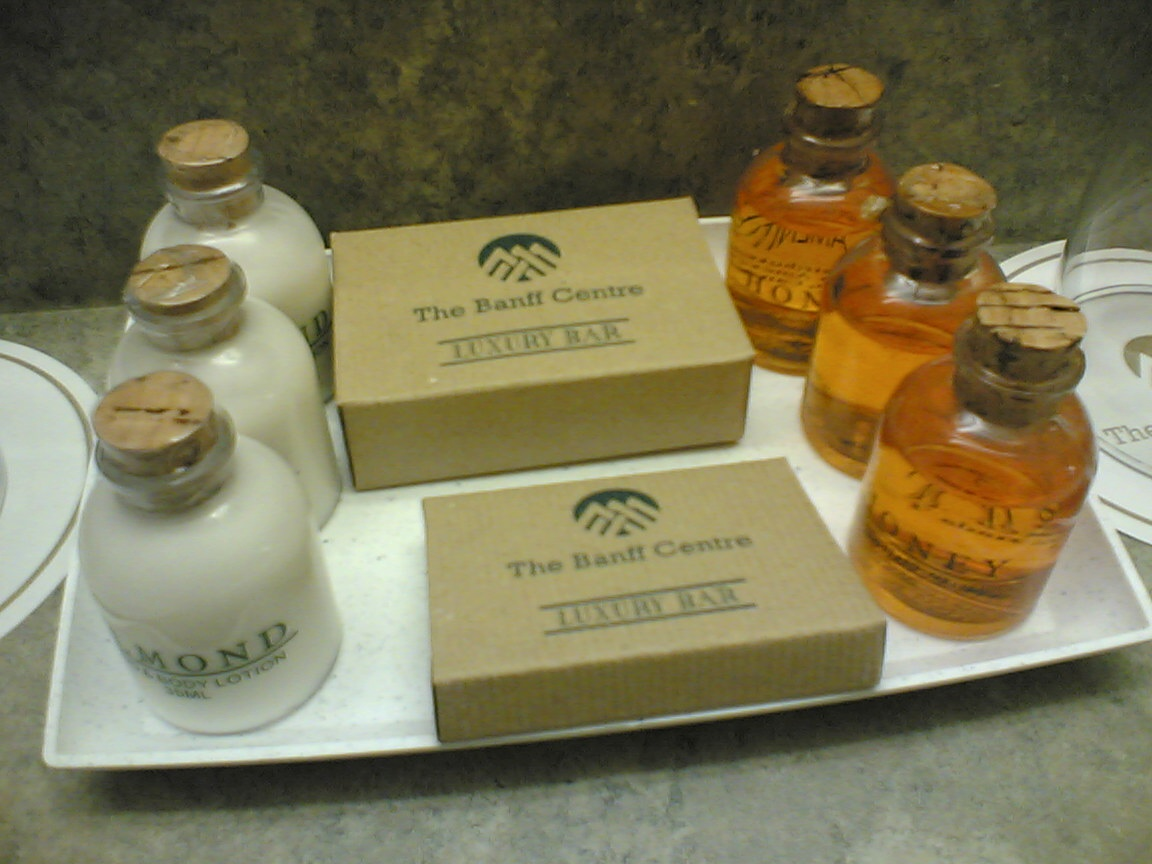
Sữa dưỡng thể và dầu gội tại trung tâm Banff

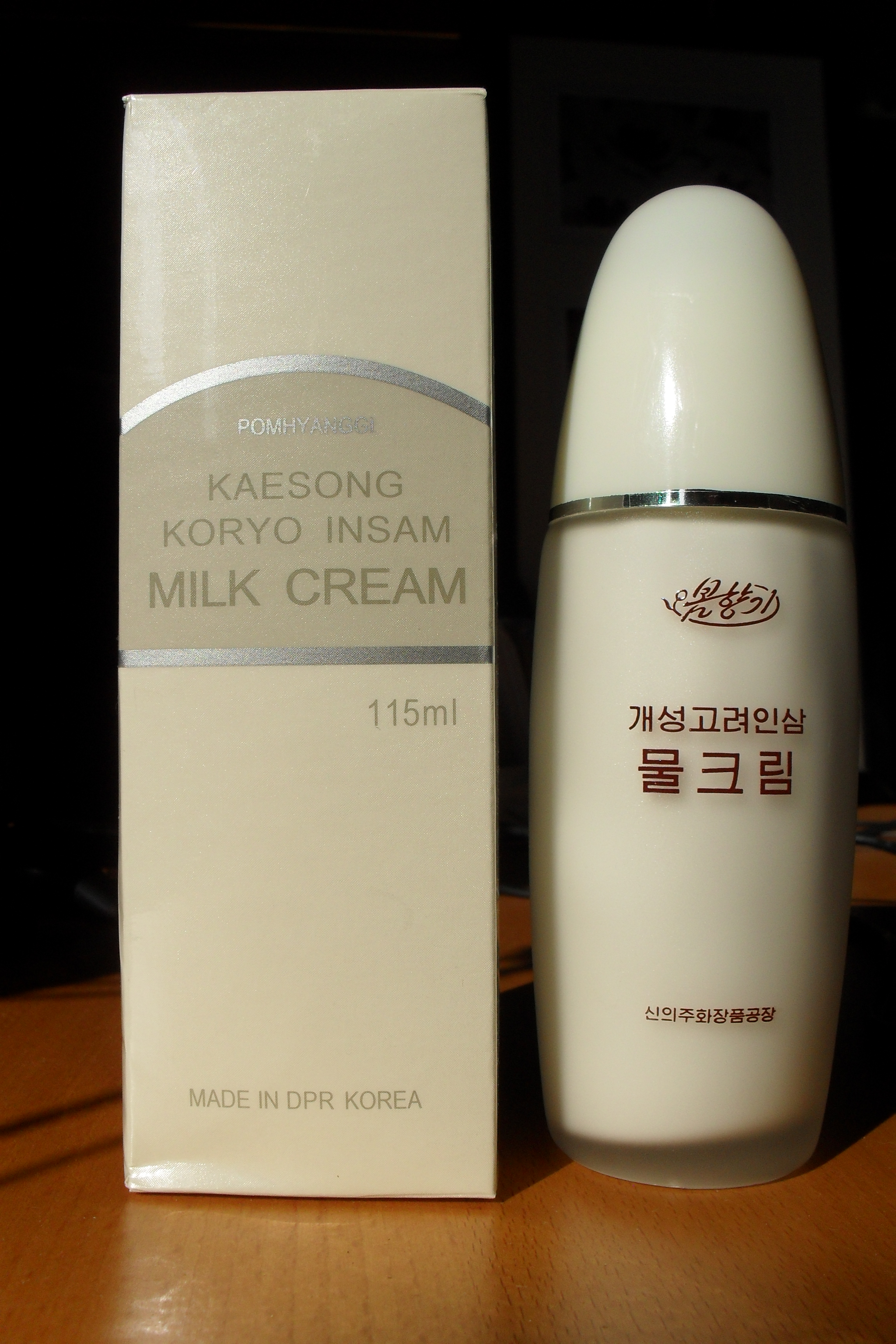
Sữa dưỡng tay tinh chất gừng từ Hàn Quốc

Sữa dưỡng thể hay sữa dưỡng da là loại mỹ phẩm pha chế có độ nhớt thấp, thoa da không bị bong tróc. Ngược lại, kem và gel có độ nhớt cao hơn.
Sữa dưỡng thể thoa da bên ngoài bằng tay không, bàn chải, vải sạch, bông hoặc gạc. Mặc dù sữa dưỡng thể có thể dùng như một phương thức phân phối dược phẩm, nhưng nhiều loại sữa dưỡng, đặc biệt sữa dưỡng tay và sữa dưỡng toàn thân mang nghĩa thay cho làm mượt da, giữ ẩm và làm mềm da. Những chất này có thể được sử dụng trong sữa dưỡng chống lão hóa, cũng có thể được phân loại như mỹ phẩm trong nhiều trường hợp và có thể chứa hương thơm. Cục quản lý Thực phẩm và Dược phẩm Hoa Kỳ đã bày tỏ lo ngại về loại sữa dưỡng thể không được phân loại là chất thuốc được quảng cáo thuộc tính chống lão hóa hoặc chống nhăn.

## Phân phối dược phẩm
Chuyên gia da liễu có thể kê ra sữa dưỡng da để điều trị hoặc ngăn ngừa bệnh ngoài da. Đây không phải bất thường đối với cùng một thành phần thuốc được công thức hóa thành sữa dưỡng da, kem dưỡng và thuốc mỡ. Kem là cách thuận tiện nhất trong số ba loại này nhưng không phù hợp thoa lên các vùng da lông như da đầu, trong khi sữa dưỡng da có độ nhớt thấp và có thể dễ dàng thoa lên những vùng này (nhiều loại dầu gội có chứa sữa dưỡng thực sự). Trong lịch sử, sữa dưỡng da cũng có lợi thế có thể trải mỏng so với kem hoặc thuốc mỡ và có thể bao phủ một diện tích da lớn, nhưng nghiên cứu sản phẩm đã làm giảm đáng kể sự phân biệt này. Sữa dưỡng không gây dị ứng được khuyến cáo sử dụng trên da có mụn trứng cá.
Sữa dưỡng thể có thể được sử dụng để cung cấp cho da chất thuốc như:
- Kháng sinh
- Chất khử trùng
- Chất chống nấm da
- Corticosteroid
- Chất chống mụn trứng cá
- Các chất làm dịu, làm mịn, giữ ẩm hoặc bảo vệ (như calamin)

## Sử dụng trong nghề nghiệp
Vì nhân viên chăm sóc sức khoẻ phải rửa tay thường xuyên để ngăn ngừa lây truyền bệnh, nên dùng loại sữa dưỡng cấp bệnh viện để ngăn ngừa chàm da do tiếp xúc thường xuyên với chất tẩy rửa trong xà phòng. Một nghiên cứu năm 2006 cho biết thoa sữa dưỡng da cấp bệnh viện sau rửa tay làm giảm đáng kể thô ráp và khô da.
Cần thận trọng khi không sử dụng sữa dưỡng da tiêu dùng trong môi trường bệnh viện vì nước hoa và chất gây dị ứng có thể gây nguy hiểm cho người bị suy giảm miễn dịch.

## Sản xuất
Hầu hết sữa dưỡng thể đều là nhũ tương dầu trong nước sử dụng một chất như cetearyl alcohol để giữ nhũ tương gắn với nhau, nhưng sữa dưỡng nước trong dầu cũng được hình thành. Các thành phần chính của sữa dưỡng da, kem hoặc gel nhũ tương (đó là hỗn hợp dầu và nước) là trạng thái nước và dầu, một chất chuyển thể sữa để ngăn ngừa tách biệt hai giai đoạn này. Nếu được sử dụng, chất thuốc hoặc các chất, rất nhiều thành phần khác như hương thơm, glycerol, nhớt, thuốc nhuộm, chất bảo quản, protein và chất ổn định thường được thêm vào sữa dưỡng.
Vì độ dày và tính nhất quán là yếu tố chính trong sữa dưỡng và kem, điều quan trọng phải hiểu được quá trình sản xuất xác định độ nhớt.
Sản xuất sữa dưỡng và kem có thể được hoàn thành trong hai chu kỳ:
1. Chất mềm hóa và chất bôi trơn được phân tán trong dầu với các chất pha trộn và làm dày.
2. Nước hoa, màu sắc và chất bảo quản được phân tán trong chu kỳ nước. Thành phần hoạt tính được chia nhỏ trong cả hai chu kỳ tùy thuộc vào nguyên liệu liên quan và tính chất mong muốn của sữa dưỡng hoặc kem dưỡng da.

Một quá trình sản xuất dầu trong nước đặc trưng có thể xảy ra như sau:
- Bước 1: Thêm nguyên liệu dạng bông/bột vào dầu để chuẩn bị trạng thái dầu.
- Bước 2: Phân tán các thành phần hoạt chất.
- Bước 3: Chuẩn bị trạng thái nước có chứa chất nhũ hoá và chất ổn định.
- Bước 4: Trộn dầu và nước để tạo thành nhũ tương. (Lưu ý: Điều này được hỗ trợ bằng cách gia nhiệt đến 110-185 F (45-85 C) tùy thuộc vào công thức và độ nhớt mong muốn.)
- Bước 5: Tiếp tục trộn cho đến khi sản phẩm hoàn thành

Lưu ý cẩn thận khi lựa chọn thiết bị pha trộn phù hợp để sản xuất sữa dưỡng thể nhằm tránh hỗn hợp và thời gian chế biến dài. Nó có thể tạo ra sự khác biệt trong thời gian và chi phí sản xuất. Các bộ khuấy trộn thông thường có thể gây ra một số vấn đề bao gồm kết tụ và thời gian xử lý dài hơn. Mặt khác, máy trộn đường dây tốc độ cao có thể sản xuất sữa dưỡng và kem đạt chất lượng mà không gặp nhiều biến chứng xảy ra với máy trộn thông thường. Sonolation là cũng là một quá trình đang ngày càng phổ biến.

## Rủi ro sức khỏe tiềm tàng

### Mụn trứng cá
Tùy thuộc vào thành phần, sữa dưỡng thể có thể gây dị ứng, có nghĩa chúng có thể dẫn đến hình thành mụn không viêm. Người bị mụn trứng cá, hoặc những người có khuynh hướng hình thành mụn không viêm, nên tìm công thức được thiết kế để không gây mụn.

### Hấp thụ vào cơ thể
Tất cả sản phẩm xoa da, bao gồm sữa dưỡng thể, có thể dẫn đến hấp thụ qua da các thành phần. Mặc dù sử dụng hạn chế như cách dùng thuốc, sữa dưỡng thường mang lại kết quả không định trước và thường không mong muốn, để lại hậu quả. Ví dụ, sữa dưỡng thể dược liệu như Diprolene thường dùng với mục đích gây ra tác động cục bộ, nhưng hấp thu thuốc qua da có thể xảy ra ở mức độ nhỏ, dẫn đến các phản ứng phụ toàn thân như tăng đường huyết và glycosuria. Hấp thu tăng lên khi sữa dưỡng da dùng và sau đó được phủ một lớp khiếm khuyết, khi chúng được thoa lên các vùng lớn của cơ thể, hoặc khi chúng thoa lên da bị hỏng hoặc bị hỏng.

### Ung thư
Một nghiên cứu năm 2015 được tài trợ bởi Chương trình Nghiên cứu Ung thư vú California cho thấy paraben, một thành phần phổ biến trong sữa dưỡng mỹ phẩm, kích thích gia tăng tế bào ung thư vú.

### Dị ứng
Hiện nay không có quy định về sử dụng thuật ngữ "không gây dị ứng", và thậm chí các sản phẩm da dành cho trẻ em có dán nhãn vẫn còn chứa chất gây dị ứng. Người mắc bệnh chàm đặc biệt dễ phản tác dụng dị ứng với sữa dưỡng da, vì vùng nhiễm trùng da bị tổn thương cho phép chất bảo quản có thể liên kết và kích hoạt tế bào miễn dịch.
Viện Chống dị ứng, Bệnh Suyễn và Miễn dịch học Hoa Kỳ cảnh báo rằng thành phần chứa sữa dưỡng tự nhiên thường có trong thực phẩm (như sữa dê, sữa bò, sữa dừa hoặc dầu) có thể dẫn đến dị ứng mới và phản ứng dị ứng khi thực phẩm đó tiêu thụ về sau.

## Tác động đến quá trình tự nhiên trong cơ thể
Sữa dưỡng thể chủ yếu để dưỡng da, nhưng cũng có thể làm hại da. Christina Marino, người thực tập tại Johns Hopkins Community Medicine, đã tiến hành nhiều nghiên cứu về khía cạnh này. Chất dưỡng ẩm có chứa thành phần có hoặc chất hút hoặc chất giữ ẩm. Chất hút được sử dụng để ngăn chặn sự mất nước từ da. Chất giữ ẩm được sử dụng để thu hút nước cho da. Da tiếp xúc nước mạnh, nó có thể gây mất mát yếu tố tự nhiên hòa tan trong da. Với việc giữ ẩm lâu dài cho da, từ tiếp xúc với nước sẽ dẫn đến: sự xâm nhập của vật thể lạ, nó có thể góp phần gây ra phản ứng dị ứng, hoặc viêm da tiếp xúc kích thích. Thay đổi trong môi trường sinh lý bình thường bên trong da hoặc trên da, có thể khiến ký sinh gây bệnh quá mức. Sữa dưỡng thể chứa 65-85% nước. Nước hoạt động như tác nhân để phân tán thành phần hoạt chất và không hoạt động trong sữa dưỡng da. Hàm lượng nước cao cũng là cách để hấp thụ một số thành phần và bốc hơi chất dưỡng ẩm. Nước hoạt động như một chất hydrat hóa tạm thời.

## Nhãn hiệu
- Artistry
- Aveeno
- Bath & Body Works
- Cetaphil
- Dial
- Eucerin
- Gold Bond
- Jergens
- Johnson & Johnson
- Lux
- Neutrogena
- Nivea
- Olay
- Sebamed
- Simple Skincare
- Suave
- Vaseline